# Corminboeuf
Corminboeuf, Corminbœuf (frp. Korminbà, hist. Sankt Jörg) – szwajcarska gmina (fr. commune; niem. Gemeinde) w kantonie Fryburg, w okręgu Sarine. 1 stycznia 2017 do gminy przyłączono gminę Chésopelloz.

## Demografia
W Corminboeuf mieszkają 2893 osoby. W 2020 roku 14,5% populacji gminy stanowiły osoby urodzone poza Szwajcarią.

## Transport
Przez teren gminy przebiegają autostrada A12 oraz droga główna nr 181.